# Эспи, Джеймс Поллард
Джеймс Поллард Эспи (англ. James Pollard Espy; 9 мая 1785, Уошингтон, Пенсильвания — 24 января 1860, Цинциннати) — американский метеоролог. Член-корреспондент Смитсоновского института (1841).

## Биография

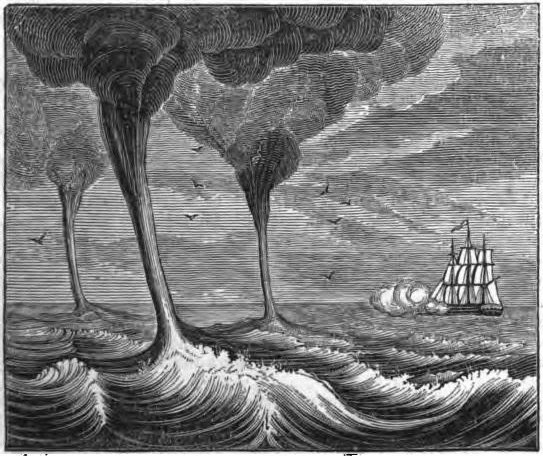
Иллюстрация из книги «Философия штормов». 1841

С 1817 сотрудник института им. Б. Франклина, с 1843 года работал начальником Метеорологического бюро Военного департамента США, где впервые в США составил карты погоды. Развил теорию атмосферной конвекции с учетом теплоты, выделяющейся в облаках при конденсации пара. Эспи считал, что дожди можно вызывать искусственно с помощью пожаров, поддерживаемых достаточно долго, чтобы создать мощный восходящий поток, который инициирует действие.
Предложил «центростремительную» теорию циклонов, которая явилась важным этапом в развитии вопроса о циклонообразовании.

## Избранные публикации
- The philosophy of stroms, Boston, 1841.
- The Philosophy of Storms. 1841.